# Schweinezyklus
Der Schweinezyklus ist eine periodische Schwankung der Angebotsmenge und des Marktpreises. Arthur Hanau prägte 1927 in seiner agrarwissenschaftlichen Dissertation über Schweinepreise den Begriff „Schweinepreiszyklus“; der Begriff „Schweinezyklus“ ist in der Wirtschaftswissenschaft verbreitet.

## Modell

Schematische Darstellung des Schweinezyklus

Bei hohen Marktpreisen kommt es zu verstärkten Investitionen. Diese wirken sich wegen der Aufzuchtzeit der Schweine erst mit einem Verzögerungseffekt (Time lag) auf das Angebot aus und führen zu einem Überangebot und Preisverfall. Viele Anbieter reduzieren ihre Produktion, die sich ebenfalls erst zeitverzögert auswirkt – und dann wiederum zu einem relativen Überschuss der Nachfrage (Angebotslücke) und dadurch steigenden Preisen führt. 
Durch diese Zeitverzögerungen im Regelmechanismus zwischen Angebot, Nachfrage und Preis entsteht eine Marktsituation, die das Angebot schwanken lässt. Erst wenn sich die Schweinehalter an den zu erwartenden Preisen zum Vermarktungszeitpunkt orientieren statt an den aktuellen Schweinepreisen zum Zeitpunkt der Investitionsentscheidung, wird die Volatilität des Marktpreises geringer.
Methodisch orientiert sich die Arbeit Hanaus an US-amerikanischen Vorarbeiten von Mordecai Ezekiel und G.C. Haas, die ab 1925 Schweinepreisschwankungen in den USA statistisch beschrieben.
Eine theoretische Erklärung für den Schweinezyklus versucht das ebenfalls auf Mordecai Ezekiel aufbauende Spinnwebtheorem (Cobweb-Theorem) zu geben.

## Bedeutung
Der Begriff wird in den Wirtschaftswissenschaften im übertragenen Sinn für analoge Vorgänge auf anderen Märkten verwendet. Auf Arbeitsmärkten etwa führen hohe Gehälter oder allgemein gute Chancen in einem bestimmten Bereich zu einer steigenden Zahl von Studienanfängern, die dann nach mehreren Jahren gleichzeitig auf den Arbeitsmarkt drängen. Die schlechteren Job-Aussichten schrecken sodann neue mögliche Studienanfänger ab. Beispiele für solche Arbeitsmärkte in Deutschland sind der Ingenieurberuf und der Lehrerberuf.
Auch bei der Produktion von Industriegütern wie Computerchips kann der Schweinezyklus beobachtet werden: Hohe Preise für Speicherchips führen zu einem Anziehen der Investitionen und zeitverzögert zu einem Aufbau neuer Kapazitäten. Wenn die neuen Kapazitäten am Markt sind, entsteht ein Überangebot, das die Preise fallen lässt und zu verringerten Investitionen führt, bis die Nachfrage das Angebot, das wiederum nur zeitverzögert reagiert, wieder übersteigt. Auch auf Immobilienmärkten (vgl.: Immobilienuhr) oder bei der Förderung von Rohstoffen wie etwa Erdöl können sich Märkte nach dem Schweinezyklus verhalten. Bei Elektrizitätsmärkten lässt sich der Effekt ebenfalls ansatzweise beobachten. Hier sind die Investitionszyklen aufgrund der langen Realisierungszeiten von Kraftwerksneubauten im Sinne einer Totzeit (Time lag) und Nutzungsdauern von energietechnischen Anlagen besonders lang. Jan Tinbergen stellte einen Schiffbauzyklus und einen Wohnungsbauzyklus fest.
Da sowohl in der Wirtschaft als auch in der Ökologie Bedarf und Angebot eine zentrale Rolle spielen, findet der Schweinezyklus in der Ersten Lotka-Volterra-Regel sein ökologisches Pendant. Diese besagt, dass die Individuenzahl eines Beutegreifers zeitlich versetzt der Individuenzahl seiner Hauptbeute folgt. Beide Phänomene wurden nahezu zeitgleich in der Wissenschaft beschrieben.